# 天主教鐵拉登特羅宗座代牧區
天主教鐵拉登特羅宗座代牧區（拉丁語：Vicariatus Apostolicus Tierradentroënsis）是哥倫比亞一個羅馬天主教宗座代牧區，直屬教廷。
1921年5月13日設立宗座監牧區，2000年2月17日升為代牧區。
代牧區位於考卡省東部，教座位於貝拉爾卡薩。2010年有教友55,500人（佔轄區總人口83.5%）、十個堂區、十六名司鐸。現任宗座代牧為埃德加·赫爾南多·蒂拉多·馬索。